# Schempp-Hirth Discus
Pour les articles homonymes, voir Discus.
Dimensions
Le Discus est un planeur de classe standard produit par Schempp-Hirth.
Deux générations de ce planeur existent : le Discus et le Discus 2, chacune déclinée en plusieurs sous-versions.

## Histoire
Le Discus est un planeur de classe standard conçu par Schempp-Hirth. Il fut produit en Allemagne entre 1984 et 1995 puis la production continua en République tchèque. Il remplace le Cirrus Standard. Il fut conçu par Klaus Holighaus.
L'étude de l'aérodynamique a prouvé que le bord d'attaque de l'aile idéale devait avoir, idéalement, vu du dessus, une forme de croissant et c'est ainsi qu'une approximation de cette forme a été adoptée pour le Discus. Cependant pour réduire les coûts de production, la forme réelle du bord d'attaque principal est anguleuse. Le profil d'aile était également nouveau. Les winglets étaient seulement disponibles vers la fin de la production, bien que beaucoup aient été rétro-fittées. Le fuselage et la queue sont dérivés du modèle Schempp-Hirth Ventus.
Une version avec un fuselage étroit se nomme Discus A et une autre version avec un fuselage large Discus B.
Le fuselage est fabriqué en fibre de verre qui entoure une armature en tube d'acier. Les ailes et les surfaces de queue sont également en fibre de verre excepté le longeron d'aile principal, qui est en fibre de carbone. Il y a un ballast de queue d'une capacité de 5 kg/11 lb pour permettre un réglage optimal du centre de gravité avec les ballasts d'ailes.
Le Discus a dominé la classe Standard tout au long des années 1980, gagnant les championnats du monde de 1985, 1987 et 1989. Vingt ans après son premier vol, il reste un sacré planeur de compétition. En 1999, au championnat National des États-Unis, le Discus A fini aux places de troisième et sixième. En 2002, à la même compétition, un Discus A fini 2e.
Avec une finesse maximale mesurée qui s'élève à 42,5, on le considère comme un planeur de performance, sa prise en main est néanmoins adaptée pour les pilotes débutants. Sans gros problème, les aérofreins puissants et une possibilité d'atterrissage court amènent le Discus à devenir populaire dans les clubs. Le Discus est un planeur facile à assembler, car ayant les ailes légères, les commandes de vol a branchement automatique et un simple axe verrouille le montage des deux ailes. Plus de 850 Discus ont été construits jusqu'en 2004 et il reste en production aujourd'hui en dépit de l'introduction de son successeur, le Schempp-Hirth Discus 2.
Environ une douzaine sont construits par an, sous licence par Orlican dans la République tchèque, sous le nom de Discus CS. Quelques modèles sont équipés d'un petit moteur d'appoint (turbo) et sont baptisés Discus T.

### Données techniques
| Catégorie                    | Classe standard | Classe standard | Classe standard | Classe standard | Classe standard |
| Nombre de places             | 1               | 1               |                 |                 |                 |
| Dimension                    |                 |                 |                 |                 |                 |
| Longueur                     | 6,41 m          | 6,58 m          |                 |                 |                 |
| Envergure                    | 15 m            | 15 m            |                 |                 |                 |
| Surface alaire               | 10,58 m²        | 10,58 m²        |                 |                 |                 |
| Allongement                  | 21,3            | 21,3            |                 |                 |                 |
| Profil aérodynamique         | HX 83           | HX 83           |                 |                 |                 |
| Masses et charge             |                 |                 |                 |                 |                 |
| Poids à vide                 | 230 kg          | 230 kg          |                 |                 |                 |
| Ballast                      | 190 kg          | 190 kg          |                 |                 |                 |
| Poids max                    | 525 kg          | 525 kg          | 525 kg          | 525 kg          | 525 kg          |
| Charge alaire                | 31 – 49,6 kg/m² | 31 – 49,6 kg/m² |                 |                 |                 |
| Caractéristique de vol       |                 |                 |                 |                 |                 |
| Vitesse maximale (VNE)       | 250 km/h        | 250 km/h        | 250 km/h        | 250 km/h        |                 |
| Vitesse maximale de manœuvre | 200 km/h        | 200 km/h        | 200 km/h        |                 |                 |
| Taux de chute minimum        | 0,59 m/s        | 0,59 m/s        | 0,59 m/s        |                 |                 |
| Finesse maximale             | 42,5 à 100 km/h | 42,5 à 100 km/h |                 |                 |                 |